# Eisstadion Davos (ancien)
Pour la patinoire actuelle, voir Eisstadion Davos.
L'Eisstadion Davos, en français patinoire de Davos, est une patinoire située à Davos, dans le canton des Grisons, en Suisse.

## Localisation
Localisée dans le centre de Davos, elle occupe une superficie de 18 000 m2 soit la plus grande patinoire naturelle d'Europe[réf. nécessaire]. Des épreuves de patinage de vitesse, de hockey sur glace, de curling et de bandy y ont lieu.
La patinoire se trouve à une altitude de 1536 mètres. La résistance à l'air à ce niveau, la bonne qualité de l'eau et les conditions météorologiques optimales permettent une bonne tenue de la glace. Néanmoins, la région connait une météo changeante, un fort ensoleillement et un effet de foehn, ce qui rend régulièrement impossible le patinage. 
Depuis 1979, une patinoire artificielle, du même nom, remplace l'Eisstadion Davos et est devenue le domicile du club de hockey sur glace locale, le HC Davos.

## Histoire
Le premier grand évènement international qui y est organisé est le Championnats du monde toutes épreuves de patinage de vitesse, en 1898. Le 7 février 1898, un premier record du monde est établi sur la distance de 1500 mètres par Peder Östlund. 
À onze reprise, Davos accueille la Coupe du monde de patinage de vitesse et est avec le Vikingskipet l'un des lieux les plus utilisés.

### Événements
- Championnats du monde de patinage artistique :
  - dames : 1906, 1912, 1925
  - messieurs : 1899, 1900, 1910, 1927
  - couples : 1922
  - complet : 1948, 1953 et 1966
- Championnats d'Europe de patinage artistique : 
  - messieurs : 1899, 1904, 1906, 1922, 1924, 1926, 1929, 1939
  - complet : 1947 et 1959
- Championnats du monde toutes épreuves de patinage de vitesse :
  - 1898, 1908, 1928, 1936, 1937, 1938, 1951, 1960
- Championnats d'Europe de patinage de vitesse :
  - 1899, 1902, 1904, 1906, 1907, 1929, 1932, 1937, 1949, 1954, 1972
- Championnat d'Europe de bandy : 1913
- Coupe Spengler
  - de 1923 à 1978
- Championnat d'Europe de hockey sur glace
  - 1926
- Coupe du monde de patinage de vitesse :
  - 1985-1986, 1986-1987, 1987-1988, 1988-1989, 1989-1990, 1990-1991, 1991-1992, 1992-1993, 1993-1994, 1994-1995 et 1996-1997